# Shuri (Okinawa)

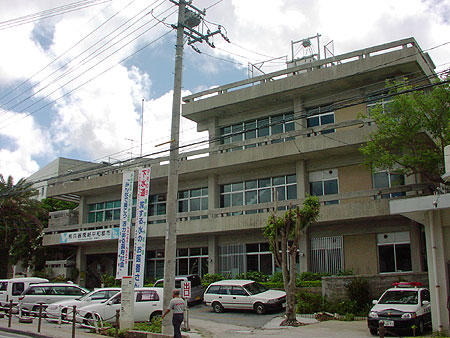
Stadtbezirksverwaltung von Shuri

Shuri (japanisch 首里) ist ein Stadtteil von Naha. Ehemals eigenständig, war es Hauptstadt und Königssitz des Königreiches Ryūkyū. In Shuri gibt es eine Vielzahl berühmter historischer Stätten, darunter Schloss Shuri, das Shureimon, der Sunuhyan-utaki (ein heiliger Ort des indigenen Ryūkyū Shintō), und das königliche Mausoleum Tamaudun. Sämtliche dieser Stätten sind als UNESCO-Welterbe klassifiziert.
Ursprünglich als Festungsstadt angelegt, die den Königspalast umgab, verlor Shuri seine Position als Hauptstadt, als das Königtum abgeschafft und die Stadt in die Präfektur Okinawa integriert wurde. 1896 wurde Shuri zu einem Ku (Stadtkreis) von Okinawa, Japans südlichster Präfektur, erklärt. 1921 wurde der Shuri-ku wie alle -ku in Okinawa in Shuri-shi, die kreisfreie Stadt Shuri, umgewandelt. Shuri wurde 1954 in Okinawas Präfekturhauptstadt Naha eingemeindet.

## Geschichte

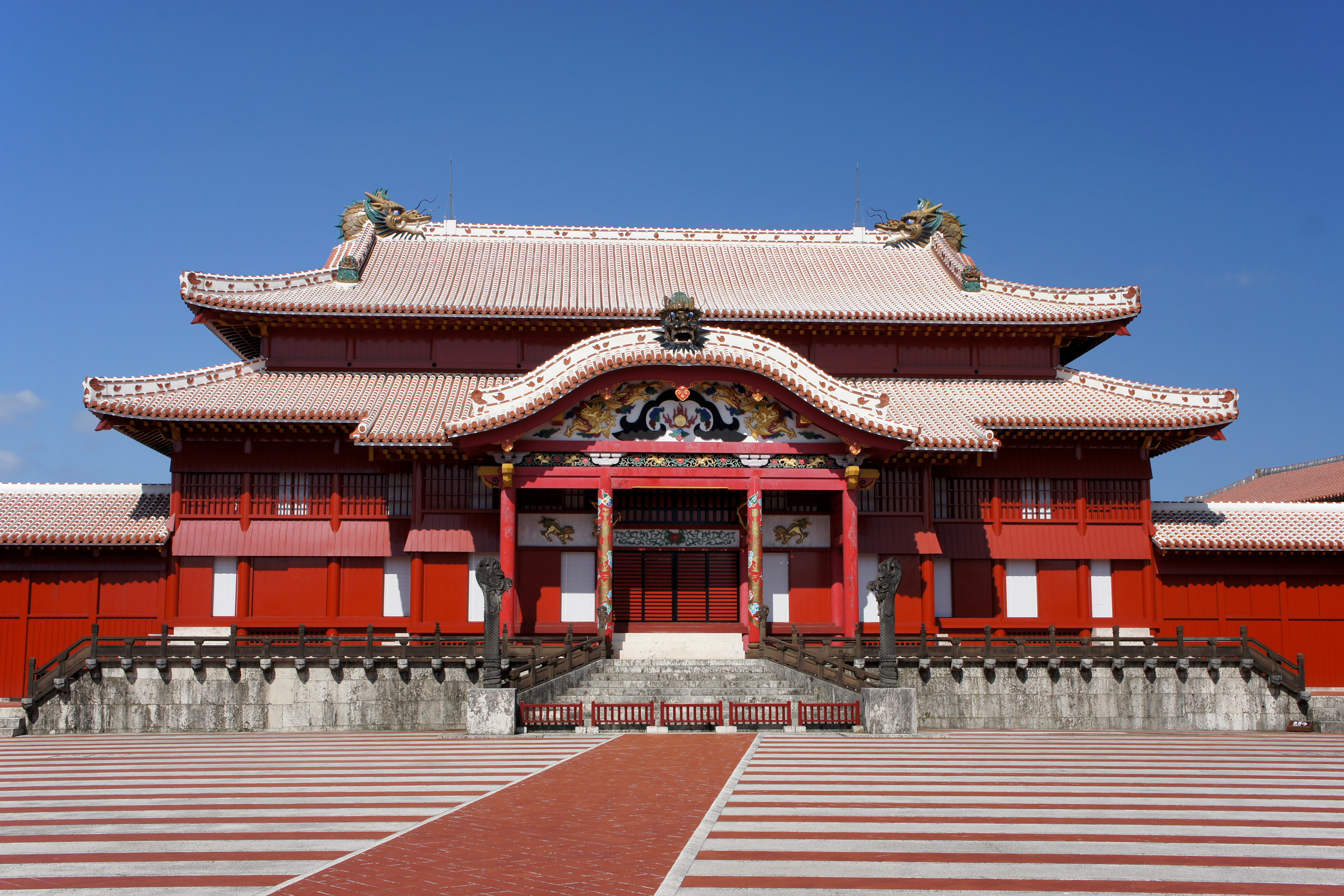
Der Palast von Shuri

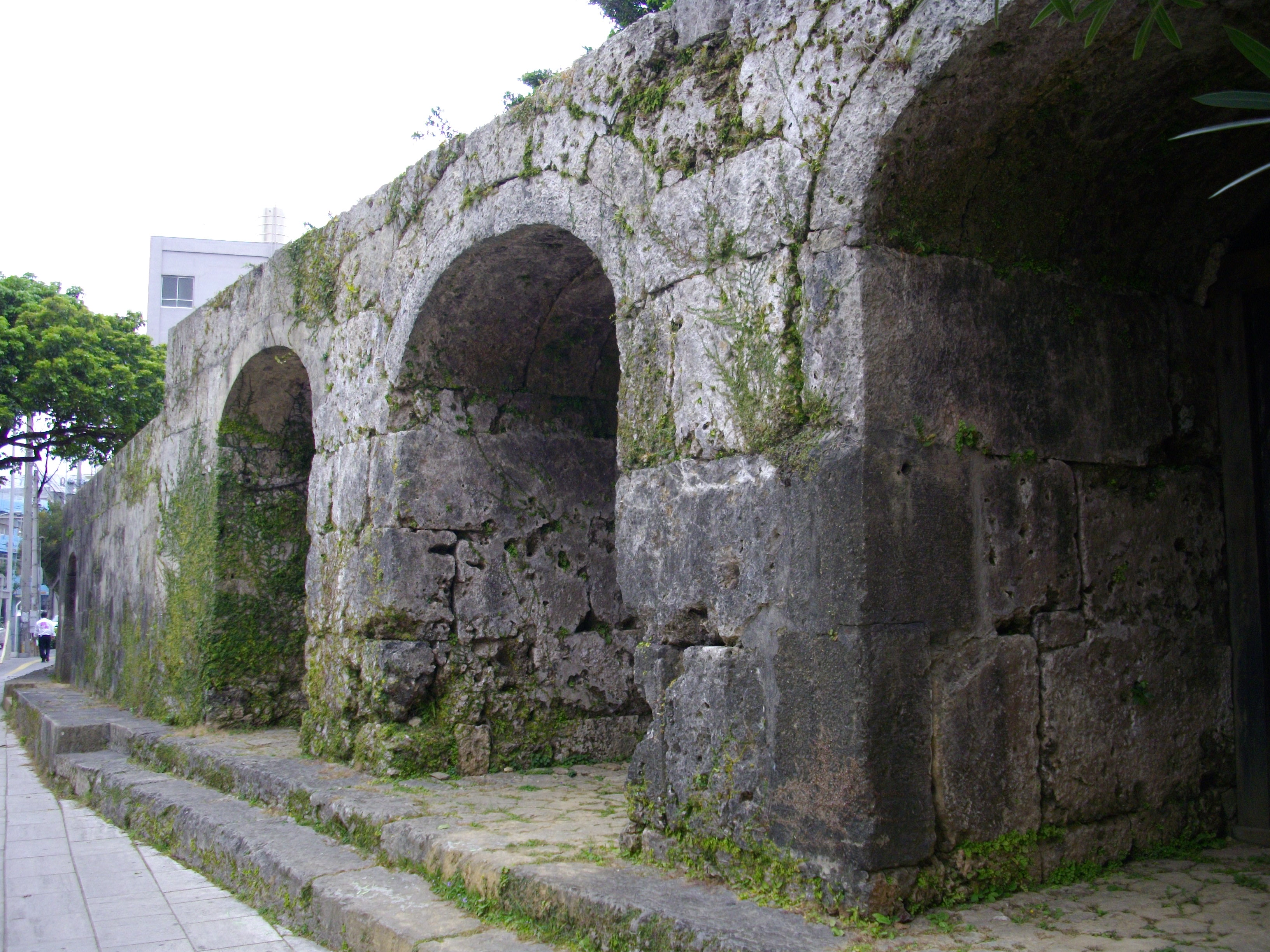
Steintore von Sōgen-ji

### Mittelalter und frühe Moderne
Schloss Shuri (okin.: Sui) wurde erbaut unter Shunbajunki, der von 1237 bis 1248 im nahegelegenen Palast von Urasoe herrschte. Einhundert Jahre später sollte Okinawa in die drei Königreiche von Hokuzan, Nanzan und Chūzan gespalten werden, und ein weiteres Jahrhundert später wurden diese vereint zum Ryūkyū-Königreich. Allerdings war die Insel als Königreich nicht wirklich geeint und politisch organisiert. Vielmehr wurde sie von lokalen Fürsten (按司, anji) beherrscht, die dem Herrn von Urasoe untergeben waren.
Der Historiker George H. Kerr beschreibt Schloss Shuri als "eine der prächtigsten Palastanlagen der Welt, welche die umliegenden Länder meilenweit überragt und es erlaubt nach allen Seiten hin am Horizont das Meer zu sehen."
Ab dem Jahr 1266 trieb Okinawa Tribut von den umliegenden Inseln Iheya, Kumejima und Kerama, sowie von den weiter entfernt gelegenen Amami-Inseln ein. Regierungsbüros zur Verwaltung dieser Tribute wurden im Hafen von Tomari eingerichtet, der direkt unterhalb des Schlosses im Norden lag.
Shō Hashi, der von 1422 bis 1439 als erster König das vereinigte Königreich Ryūkyū regierte, erklärte Shuri zu seiner Hauptstadt und überwachte den Ausbau von Palast und Stadt. Shuri blieb dann für ungefähr 550 Jahre königliche Hauptstadt. In Nachfolgekriegen wurde das Schloss in den 1450er Jahren bis auf die Grundmauern niedergebrannt, dann aber wiederaufgebaut, und sowohl Schloss als auch Stadt wurden unter König Shō Shin, der von 1477 bis 1526 herrschte, verschönert und erweitert.
Zusätzlich zur Konstruktion der steinernen Drachensäulen und anderer Dekorationen des Palastes selbst wurde 1492 der buddhistische Tempel Enkaku-ji auf dem Gelände des Schlosses errichtet, der Tempel Sōgen-ji an der Straße nach Naha ausgebaut, und 1501 wurden die Bauarbeiten am Tamudun vollendet, das fortan als königliches Mausoleum diente.
Während des gesamten japanischen Mittelalters und der frühen Moderne standen fast alle Einwohner Shuris in einer gewissen Beziehung zum Königshof. Während Naha der wirtschaftliche Nabel des Königreiches war, blieb Shuri das politische Zentrum. In Shuri zu leben wurde deshalb bis ins 20. Jahrhundert als sehr prestigeträchtig angesehen.
Samuraitruppen des japanischen Daimyats von Satsuma eroberten am 5. April 1609 Schloss Shuri. Die Samurai zogen sich aber bald zurück, setzten König Shō Nei wieder ein und übergaben Schloss und Stadt wieder der Bevölkerung Okinawas. Dennoch blieb das Königreich von da an ein Vasallenstaat unter der Oberherrschaft Satsumas, überdauerte als solcher jedoch noch weitere 250 Jahre. Der amerikanische Commodore Perry drang, als er in den 1850er Jahren nach Okinawa kam, zweimal in Schloss Shuri vor, aber ihm wurde eine Audienz mit dem König in beiden Fällen versagt.

### Japanisches Kaiserreich

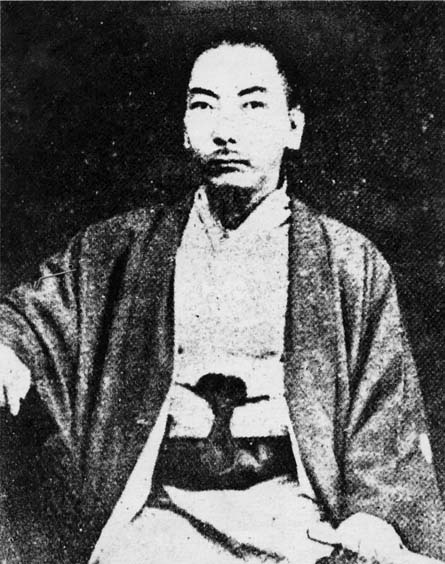
König Shō Tai

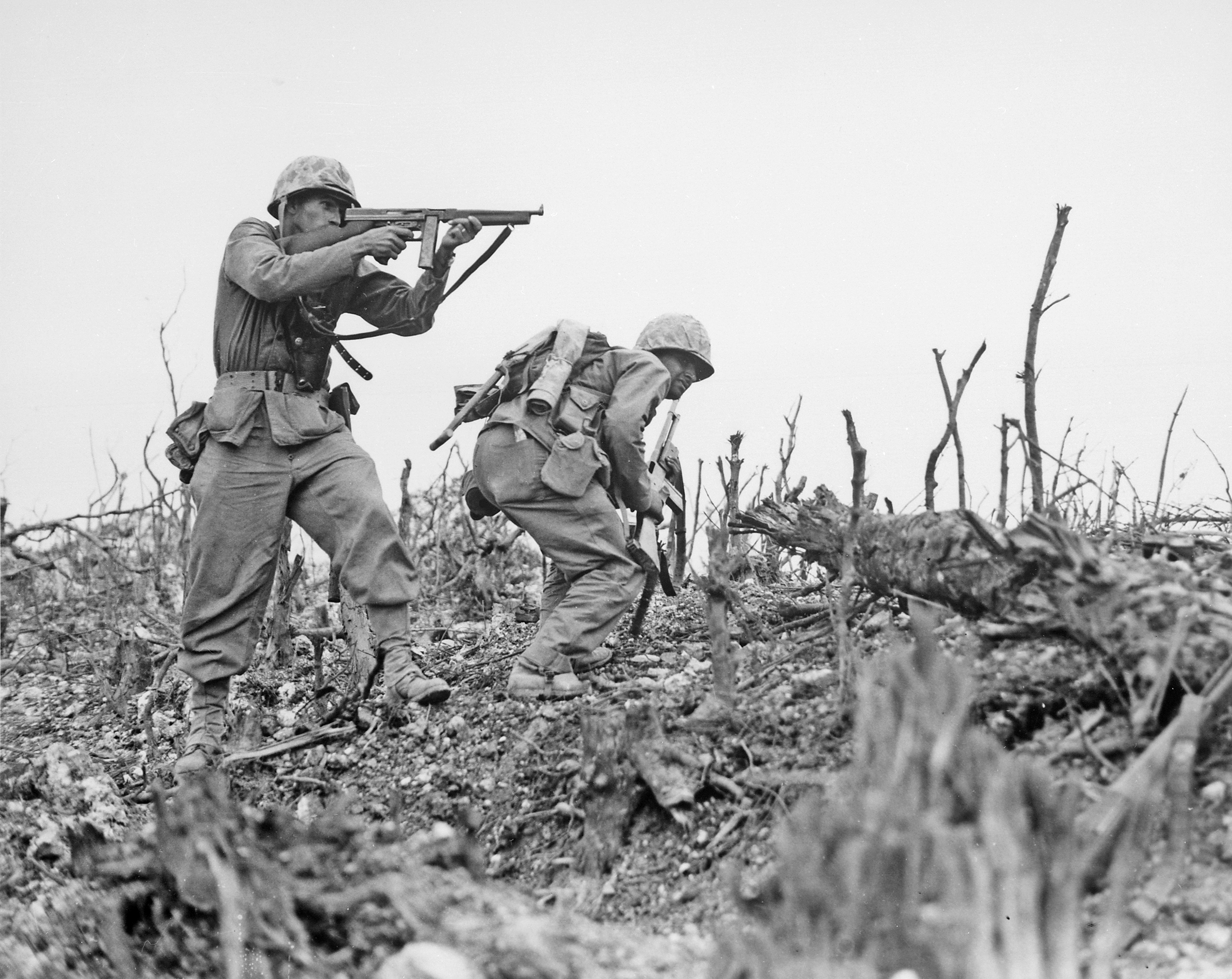
US-Marines an der Wana-Anhöhe kurz vor Shuri

Das Königreich wurde offiziell abgeschafft, als Truppen des japanischen Kaiserreiches unter Matsuda Michiyuki am 27. März 1879 zum Schloss vordrangen und Prinz Nakijin die Papiere mit der Entscheidung aus Tōkyō vorlegten. König Shō Tai und sein Hof wurden aus dem Schloss entfernt, das von da an von einer japanischen Garnison gehalten und dessen Haupttore versiegelt wurden. Das Schloss und nahegelegene Wohnsitze von Adligen des Hofes fielen in den darauffolgenden Jahren dem Verfall anheim, und der Lebensweise der Aristokratie von Shuri wurde der Boden entzogen: Königliche Ruhegehälter wurden stark reduziert oder gar ganz abgeschafft und das Einkommen aus den Ländereien der Adligen versiegte. Dienstboten wurden entlassen und die aristokratische Bevölkerung der Stadt verteilte sich auf der Suche nach Anstellungen in Naha, auf dem Land oder den japanischen Hauptinseln.
Daten der Volkszählung von 1875–1879 zeigen, dass ungefähr die Hälfte der okinawaischen Bevölkerung im Großraum Naha-Shuri lebte. Shuri hatte weniger Haushalte als Naha, aber jeder Haushalt bestand durchschnittlich aus mehr Personen. Ungefähr 95.000 Einwohner in 22.500 Haushalten, aus einer Gesamtzahl von 330.000 Untertanen des Ryūkyū-Königreiches, gehörten zu jener Zeit dem Adel an, und die meisten davon lebten in und um Shuri. In den folgenden Jahren jedoch sank die Bevölkerungszahl, und mit ihr verlor Shuri an Einfluss, während Naha wuchs.
Verstärkter öffentlicher Druck mit dem Ziel des Wiederaufbaus und der Bewahrung der historischen Stätten von Shuri setzte in den 1910er Jahren ein. 1928 wurde Schloss Shuri zum Nationaldenkmal erklärt und ein Vierjahresplan zum Wiederaufbau wurde vorgelegt. Weitere historische Monumente Shuris wurden kurze Zeit später ebenfalls unter Schutz gestellt.
Obwohl die Garnison des japanischen Militärs, die Schloss Shuri ursprünglich seit 1879 besetzte, bereits 1896 abgezogen war, machte man das Schloss und eine Reihe von Tunneln und Höhlen darunter zum militärischen Hauptquartier der japanischen Streitkräfte auf Okinawa während des Zweiten Weltkrieges. Die Stadt erlitt im Oktober 1944 die ersten Luftangriffe alliierter Verbände. Vorbereitung und Organisation der Zivilbevölkerung für diesen Fall waren äußerst unzureichend. Bürokraten, sämtlich Einheimische der Präfektur, waren alle an Verpflichtungen und militärische Befehle gebunden und trieben nur geringen Aufwand zum Schutz der Zivilbevölkerung, ihrer Häuser, Schulen und historischen Denkmäler. Man überließ die Zivilisten ihrem Schicksal, sich selbst, ihre Familien und Besitztümer zu schützen und in Sicherheit zu bringen.
Der Schatzkämmerer der okinawaischen Königsfamilie kehrte im März 1945 zum Familiensitz in Shuri zurück und versuchte eine große Zahl von wertvollen Artefakten in Sicherheit zu bringen, angefangen von Kronen, die dem König vom chinesischen Kaiserhof zugestanden worden waren, bis hin zu offiziellen königlichen Porträts. Einige dieser Gegenstände wurden in Schatzkammern gesperrt, andere jedoch einfach in der Erde vergraben oder hier und da unter Laub und Gewächsen um Shuri herum verborgen. Die Herrenhäuser wurden am 6. April durch ein Feuer zerstört, und die okinawaischen Wachen, die der Kämmerer ernannt hatte, wurden vom japanischen Militär, das von da an das Gelände besetzt hielt, fortgeschickt.
Da Shuri das Zentrum der japanischen Verteidigung war, stellte es für den amerikanischen Angriff in der Schlacht von Okinawa von März bis Juni 1945 das wichtigste Ziel dar. Schloss Shuri wurde von der Mississippi dem Erdboden gleichgemacht und ein Großteil der Stadt wurde im Verlauf der Schlacht zerstört.

### Nachkriegszeit
In den Nachkriegsjahren wurde die Stadt wiederaufgebaut. Die Universität Ryūkyū wurde 1950 auf dem Gelände der Ruinen von Schloss Shuri eingerichtet, wobei man jedoch später den Sitz verlegte. Heute liegt der Campus in Ginowan und Nakagusuku. Die Mauern des Schlosses wurden kurz nach dem Ende des Krieges bereits wiederaufgebaut, und die Restauration der zentralen Palasthalle (Seiden) wurde 1992 vollendet, zum 20. Jahrestag des Endes der amerikanischen Besatzung auf Okinawa.

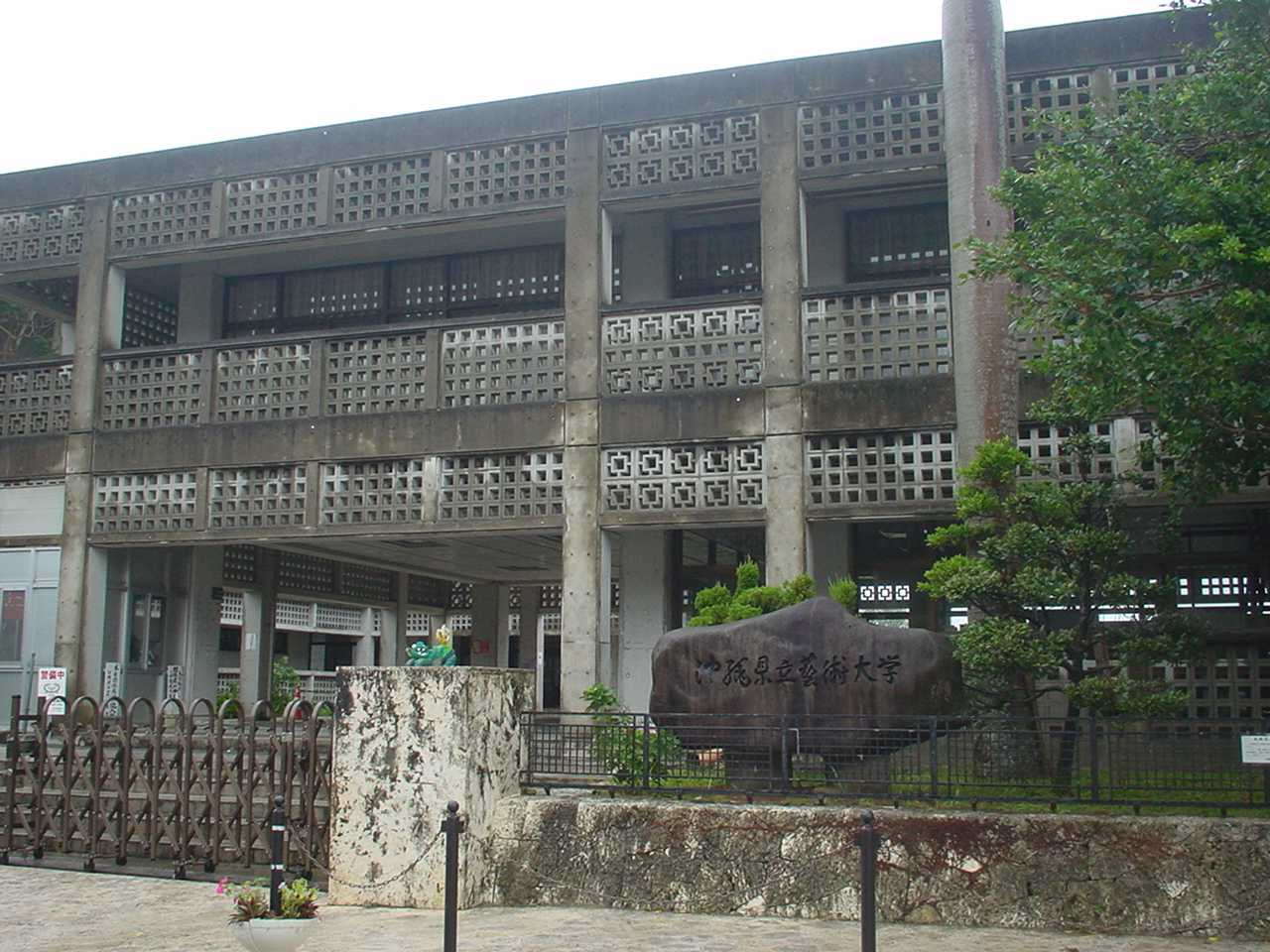
Universität der Bildenden Künste, Shuri

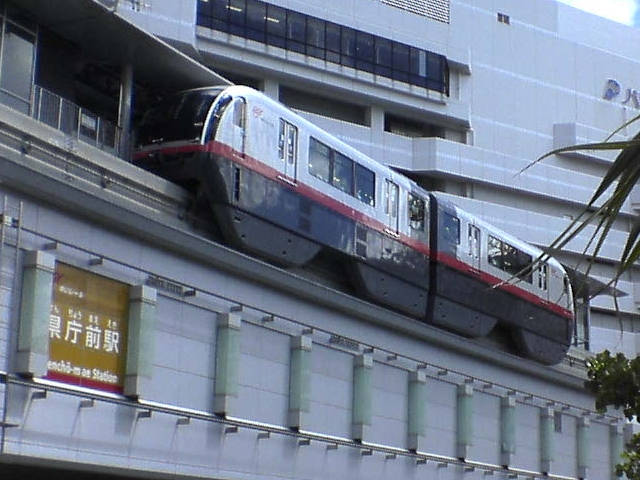
Okinawa Monorail

## Erziehung
In Shuri gibt es heute eine Vielzahl von Grund-, Mittel- und Oberschulen sowie eine Universität. Die Okinawa Bezirksuniversität für Bildende Künste (沖縄県立芸術大学) befindet sich direkt außerhalb der Palastanlage von Shuri. Eines der Universitätsgebäude befindet sich auf dem Gelände des ehemaligen Büros des "Perlmuttmagistrates" (kaizuri bugyōsho, 貝摺奉行所), einer königlichen Verwaltungsaufsicht über die Handwerker des Reiches, insbesondere die Lackierer.
Das Dorf Tobari nahe Shuri war die Heimat von Masami Chinen, der dort den Kampfkunststil Yamanni-ryū begründete und lehrte und sich auf Bōjutsu spezialisierte.

## Nahverkehr
Die Bahnhöfe Shuri und Gibo an der Strecke der Okinawa Monorail liegen im Stadtbereich von Shuri. Der Schlosspark, das Tamaudun und andere bekannte Sehenswürdigkeiten sind von der derzeitigen Endstation der Strecke am Bahnhof Shuri aus einfach zu Fuß zu erreichen. Eine Erweiterung der Monorail-Strecke ist jedoch geplant.